# 東京都立東村山西高等学校
東京都立東村山西高等学校（とうきょうとりつ ひがしむらやまにしこうとうがっこう）は、東京都東村山市富士見町五丁目に所在する東京都立高等学校。

## 設置学科
- 全日制課程 普通科

## 沿革
- 1983年（昭和58年）11月 設置
- 1984年（昭和59年）
  - 4月 開校（都立東大和南高等学校内）
  - 8月 現在地に移転。
- 1993年（平成5年）10月 創立10周年記念式典。
- 1994年（平成6年）4月 新制服制定。
- 2004年（平成16年）3月 創立20周年記念式典。
- 2017年（平成29年）4月 新制服制定

## 交通
- 西武多摩湖線八坂駅 徒歩18分
- 西武国分寺線小川駅 徒歩25分
- 西武バス立34・久84 「明法学院前」下車 徒歩5分

## 著名な出身者
- 中村由真 – タレント、女優（芸能活動のため、東京都立代々木高等学校夜間部へ転校）
- 岡田彩菜 - 歌手、ミュージシャン、グラビアアイドル
- 阿部伸行 - プロサッカー選手（ギラヴァンツ北九州GK）
- 池田樹雷人 - プロサッカー選手（ブラウブリッツ秋田）
- 大矢晋 - 歌手
- 大久保光 - ロードレースライダー
- 赤い公園 - ガールズバンド、オリジナルメンバー全員が軽音部出身